# Richard Behrend
Richard Behrend (* 8. Oktober 1889 in Berlin; † 29. Mai 1956 in Stuttgart) war ein deutscher Jurist und Diplomat.

## Berufliche Entwicklung
Die Erziehung von Richard Behrend orientierte sich an den Werten des evangelischen Glaubens. Er besuchte in Berlin das Prinz-Heinrich-Gymnasium in Schöneberg und legte zu Ostern 1908 das Abitur ab. Daraufhin begann er an den Universitäten Berlin und Grenoble ein Jurastudium. Da er sich während seiner Zeit in Berlin im Seminar für Orientalische Sprachen im Fach Chinesisch eingeschrieben hatte, konnte er im Juli 1910 sein chinesisches Diplom erreichen. Im September 1912 legte er das Referendarexamen ab und wurde einen Monat später in den preußischen Justizdienst übernommen. Im darauffolgenden Jahr begann er im Oktober den einjährig-freiwilligen Militärdienst in der preußischen Armee, der bis September 1913 ging. Auf Grund seiner anschließenden Bewerbung wurde er im Januar 1914 als Dolmetscher-Aspirant in den Auswärtigen Dienst übernommen.
Der erste Auslandseinsatz führte Richard Behrend an die deutsche Gesandtschaft nach China. Im März 1914 trat er in Peking den Dienst an. Doch wegen des Abbruchs der diplomatischen Beziehungen zwischen Deutschland und China im März 1917 musste er die Heimreise antreten. Zu Hause angekommen, wurde er sofort zum Militär einberufen. Hier verblieb er bis Januar 1918, da er ab diesem Zeitpunkt im Auswärtigen Amt in der Abteilung IV (Nachrichten) als Hilfsarbeiter benötigt wurde. Leiter dieser neu geschaffenen Abteilung war Erhard Deutelmoser (1873–1956). Seine konsularische Prüfung legte Behrend im Juli 1920 ab und erhielt damit die Amtsbezeichnung eines Vizekonsuls. Doch erst 1921 kehrte er wieder nach China zurück. Erneut wurde er an der deutschen Gesandtschaft in Peking im Range eines Legationssekretärs eingesetzt. Seinen Dienst trat er im Oktober 1921 an. Bereits nach zwei Jahren wechselte an das Generalkonsulat in Kanton. Hier übernahm er ab Februar 1925 für 9 Monate die kommissarische Leitung. Im September 1925 erhielt Behrend die Amtsbezeichnung Konsul. Ende des Jahres 1926 erfolgte seine Versetzung an das deutsche Generalkonsulat nach Batavia. Das diente vor allem seiner Orientierung, bis er dann im Juli 1927 die Amtsgeschäfte des Konsuls in Surabaya übernahm. Dieses deutsche Konsulat gehörte zu Indonesien und befand sich auf der Insel Java.
Nach diesen beiden Zwischenstationen kehrte Richard Behrend 1929 wieder nach China zurück. Im Mai begann er seinen Dienst am Generalkonsulat in Shanghai und bekam 1930 mehrfach die kommissarische Leitung übertragen. Deutscher Geschäftsträger in China war zu dieser Zeit Herbert von Borch. Hier wurde er 1937 auch zum Konsul I. Klasse ernannt; sein Einsatz im Generalkonsulat Shanghai endete im November 1937. Nach einer kurzen Erholungsphase wurde er ab Februar 1938 im Auswärtigen Amt Berlin im Referat X der Presseabteilung eingesetzt. Hier war er zuständig für Wirtschafts- und Kolonialfragen, den Völkerbund und internationale Vertragsgestaltungen sowie die außenpolitischen Publikationen. Zeitweilig oblag ihm hier die Leitung des Schnelldienstes und im Juli 1938 wurde er zum Legationssekretär I. Klasse ernannt und später zum Vortragenden Legationsrat.
Kurze Zeit darauf übernahm er die Leitung des Referates I (Generalia) und die stellvertretende Leitung des Referates XI (Ostasien). Am Ende des Jahres 1939 wurde er in den einstweiligen Ruhestand versetzt, wurde jedoch im Haus weiterbeschäftigt, ein Jahr später wurde er ab Februar der Personal- und Verwaltungsabteilung zugeteilt. Am 29. Februar 1940 beantragte er die Aufnahme in die NSDAP und wurde zum 1. April desselben Jahres aufgenommen (Mitgliedsnummer 8.011.995). Ein erneuter Wechsel erfolgte Anfang 1941. Hier wurde Behrend zunächst die stellvertretende Leitung der Handelspolitischen Abteilung übertragen und ab April wurde er Referatsleiter des Referates VIII (Ostasien). Dieser Einsatz endete im Januar 1945. Daraufhin wurde er zum Militärdienst einberufen und geriet darauf in britische Kriegsgefangenschaft. Seine Entlassung aus dem Kriegsgefangenenlager erfolgte im Februar 1946.
Richard Behrend verstarb am 29. Mai 1956 in Stuttgart.

## Familie
Die Eltern von Richard Behrend waren der Kaufmann Richard Behrend und dessen Ehefrau Johanna geborene Behrend. Richard Behrend jun. heiratete im Dezember 1926 Lotte verwitwete Behrend, geborene Warthemüller. Aus der ersten Ehe der Frau wuchsen drei Kinder in der Familie auf: Joachim Behrend (* 1914), Dietrich Behrend (* 1916) und Ursula Behrend (* 1918).